# Rupert Scholz
Rupert Scholz (Berlin, 1937. május 23. –) német politikus, a Kereszténydemokrata Unió tagja.

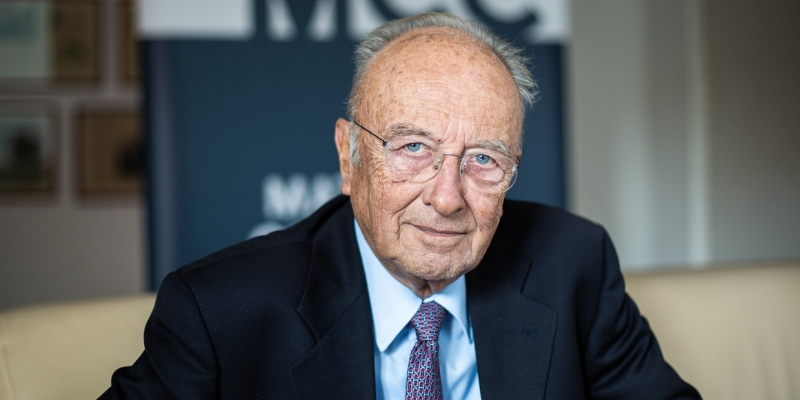
Rupert Scholz a Mathias Corvinus Collegium épületében

## Karrier
Rupert Scholz berlini születési jogprofesszor és korábbi német miniszter. 1957-ben érettségizett, majd jog- és társadalomtudományokat tanult a müncheni egyetemen és Berlinben. 1961-ben szerezte meg az első államvizsgáját, majd 1967-ben fejezte be végleg a tanulmányait. 1971-ben habilitált, dolgozatának címe: "A koalíciós szabadság alkotmányos problematikája". 1972 óta a berlini egyetem és 1978 óta a müncheni egyetem rendes professzora.
1981 óta a Kereszténydemokrata Unió tagja. 1981 és 1988 között berlini szenátor. Szövetségi Védelmi Miniszterként dolgozott Helmut Kohl kancellár alatt 1988 és 1989 között.
Érdekesség, hogy 2007-ben azzal az állításával hívta fel magára a figyelmet, miszerint Németországnak nukleáris hatalommá kell válnia.
Magyarországon a Mathias Corvinus Collegium Vezetőképző Klubjának vendégelőadója.

## Fordítás
- Ez a szócikk részben vagy egészben  a   Rupert Scholz című angol Wikipédia-szócikk ezen változatának fordításán alapul.  Az eredeti cikk szerkesztőit annak laptörténete sorolja fel. Ez a jelzés csupán a megfogalmazás eredetét és a szerzői jogokat jelzi, nem szolgál a cikkben szereplő információk forrásmegjelöléseként.